# David Fernandez (Tänzer)
David Fernandez (* in Mexiko-Stadt) ist ein US-amerikanischer Tänzer und Choreograph mexikanischer Herkunft.
Fernandez begann seine Ausbildung am Centro de Arte y Ballet seiner Heimatstadt. Mit einem Stipendium reiste er 1989 in die Vereinigten Staaten und trat mit dem Ensemble Giordano Jazz Dance in Chicago auf. Hier wurde er mit dem Jeffrey Mildstein Award ausgezeichnet. Beim Boitsov Classical Ballet übernahm er Rollen in Aufführungen von Le Corsair, Don Quixote, The Sleeping Beauty, Swan Lake, Specter de la Rose, Pinocchio und anderen Stücken. Mehrere Jahre war er an der Lyric Opera of Chicago engagiert, wo er in Aida, Faust und Ghost of Versailles  auftrat und Solotänzer in Un Re In Ascolto war. Als Gast arbeitete er mit dem Ballet Theatre of Chicago zusammen und wirkte an Susan Jones’ Produktion von Don Quixote mit dem American Ballet Theatre mit. Mit Mikhail Baryshnikov trat er 2004 in einer Aufführung von The Doctor and The Patient beim Lincoln Center Festival auf.
Seine Laufbahn als Choreograph begann Fernandez während seines Studiums am Joseph Holmes Chicago Dance Theatre. Seine ersten Choreographien waren Werke des Modernen Tanzes für Aufführungen in Galerien und anderen alternativen Spielorten. Später wurde er resident choreographer des Virginia Ballet Theatre in Norfolk und des Staten Island Ballet in New York. Erfolgreich wurde sein Stück Five Variations on a Theme, das er für Joaquin De Luz vom New York City Ballet schuf. Es wurde im Programm Kings of the Dance 2008 in der Ukraine uraufgeführt, danach auch in New York, Los Angeles , Paris, Rom und Moskau gezeigt und gehört seither zu De Luz’ festem Repertoire.
2014 entstand das Stück Under and Around , mit dem Florrie Geller beim Youth American Grand Prix auftrat und ein Gillian Murphy Endowed Scholarship gewann. Im Folgejahr gewann Liam Boswell in La Primavera die Goldmedaille beim Youth America Grand Prix. Nach Johann Sebastian Bachs fünftem Brandenburgischen Konzert choreographierte er das Stück White Shirt, Black Tie, Black Pants, das 2014 in New York aufgeführt wurde. Im gleichen Jahr fand in der Saint Peter's Church in Manhattan die Uraufführung eines Stücks nach Kantaten von Bach mit Livebegleitung von Chor und Orgel statt. Zum Auftakt seiner New York Duets schuf Fernandez ein Stück für die Meistertänzer Ask La Cour vom New York City Ballet und Lloyd Knight von der Martha Graham Dance Company.

## Weblink
- David Fernandez Choreographer